# Налоговая лошадиная сила

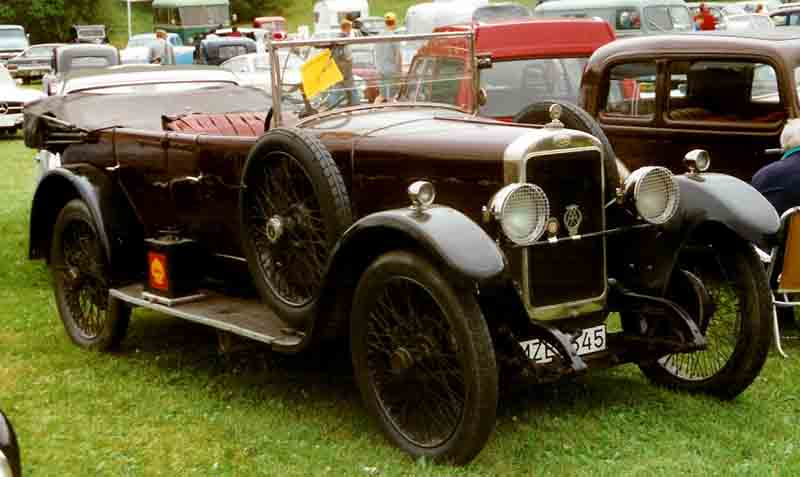
Модель «Sunbeam 14/40 Tourer» 1926 года: 14 н. л. с., фактическая мощность мотора — 40 л. с.

Налоговая лошадиная сила (н. л. с., англ. Tax horsepower) — одна из первых по порядку появления характеристик двигателя автомобиля с точки зрения налогообложения в некоторых европейских странах, таких как Великобритания, Бельгия, Германия, Франция, Италия.
Величина налоговой лошадиной силы рассчитывалась не от фактической мощности двигателя, а с помощью простой математической формулы, основанной на геометрических размерах цилиндра. В начале XX века налоговая лошадиная сила была достаточно близка к реальной лошадиной силе (л. с.); с развитием двигателей внутреннего сгорания реальная мощность стала больше налоговой в десять и более раз.
Налоговая мощность нередко указывалась в названии модели автомобиля. Например, «Моррис-8» 1935 года получил своё название от его налоговой мощности, а не по числу цилиндров двигателя; «Talbot 14-45» при фактической мощности 45 л. с. имел 14 н. л. с. Многие французские автомобили до 1950-х гг. обозначались по налоговой мощности: «Ситроен 11CV», «Рено 4CV» и другие (CV — сокращение от фр. chevaux, «лошади»). Дольше всех такое название сохранила модель «Ситроен 2CV», выпускавшаяся с 1948 по 1990 год.

## Великобритания
Так называемая формула «RAC-лошадиной» силы изначально была составлена в 1910 году автокомпанией «RAC» по поручению британского правительства. Значение «RAC-лошадиной» силы рассчитывается из общей площади рабочей поверхности поршня и числа цилиндров по формуле:
{\displaystyle {\text{RAC h.p.}}={\frac {D^{2}\times n}{2.5}}}
где:
{\displaystyle D} — диаметр цилиндра в дюймах,
{\displaystyle n} — количество цилиндров.
Для минимизации налогов по системе н.л. с. британские конструкторы разрабатывали двигатели необходимого рабочего объема с очень длинным ходом и малой рабочей поверхностью (диаметром) поршня.
Другим следствием введения н.л. с. было разнообразие моделей двигателей: Семерки, Восьмерки, Девятки, Десятки и др. (по числу н.л. с.), каждый из которых оптимизирован под налогообложение. У британских автомобилей и автомобилей других стран, где применялась налоговая лошадиная сила, двигатели с длинными цилиндрами малого диаметра оставались даже в 1950-х и 1960-х годах, уже после отмены формулы. Отчасти это происходило по инерции: ограниченные в средствах предприятия не могли менять модельный ряд, позволяя себе лишь незначительные модернизации моторов созданных несколько десятилетий назад, такие как повышение степени сжатия (и октанового числа топлива).
Искажающее воздействие системы н. л. с. на конструкцию двигателя уменьшало конкурентоспособность британских автомобилей на экспортных рынках и одновременно защищала внутренний рынок от импорта больших и недорогих (из-за больших объёмов производства) американских двигателей. Тем не менее, необходимость поставки на экспорт в США вместительных и просторных автомобилей с мощными моторами стала первостепенной, и британское правительство отказалось от н. л. с. с 1 января 1947 г., заменив его сначала налогом на объём двигателя, который скоро, с 1 января 1948 года, уступил место фиксированному.

## Континентальная Европа
В европейских странах налоговая лошадиная сила в течение двух или трех десятилетий до Второй мировой войны рассчитывалась по такой же формуле, как и в Великобритании, но в миллиметрах, в соответствии с принятой метрической системой.

### Франция
Французское правительство, действуя в идеологии дирижизма, продолжало поощрять производство автомобилей с небольшими двигателями и спрос на них. Транспортные средства французского производства после Второй мировой войны, в частности, имели очень малый объем двигателя относительно размера автомобиля. Очень маленький Citroën 2CV, например, оснащался двухцилиндровым двигателем на 425 см³, который весит всего 45 кг, а автомобиль топ-класса Citroën SM — скромным шестицилидровым двигателем объёмом 2700 см³, который весит всего 140 кг.
Во Франции налоговая лошадиная сила сохраняется дольше, но в 1956 году закон по налогообложению был пересмотрен: формула стала более сложной, в ней были учтены частота вращения коленчатого вала, ход поршня и диаметр цилиндра, так что больше не было никаких выгод в производстве двигателей с тонкими цилиндрами.

### Германия
Налоговая лошадиная сила (нем. Steuer-PS) была введена в Германии 3 июня 1906 года. Формула была основана на произведении количества цилиндров, диаметра цилиндра и хода поршня:
для четырехтактных двигателей — {\displaystyle {\text{Steuer-PS}}=0,30\times i\times d^{2}\times s}
для двухтактных двигателей — {\displaystyle {\text{Steuer-PS}}=0,45\times i\times d^{2}\times s}
где:
{\displaystyle i} — количество цилиндров,
{\displaystyle d} — диаметр цилиндра,
{\displaystyle s} — ход поршня,
Таким образом, существует прямая линейная зависимость между объемом двигателя и количеством налоговых лошадиных сил, и:
1 н. л. с. (Steuer-PS) = 261,8 см³ — для четырехтактных двигателей
1 н. л. с. (Steuer-PS) = 175,5 см³ — для двухтактных двигателей
В 1928 году власти установили налоговые ставки для легковых автомобилей просто по объему двигателя (для коммерческих транспортных средств транспортный налог стал зависеть от веса автомобиля).

## Воздействие на конструкцию двигателя и на развитие автопромышленности
Налоговая выгода от снижения диаметров цилиндров явилась фактором для стимулировании распространения относительно небольших многоцилиндровых двигателей автомобилей, которые появляются в Европе в 1930-е годы, так как на рынке начали быстро расти автомобили среднего весового класса.
Система надолго укоренила боковое расположение клапанов в двигателях тех стран, где налоговая система поощряла эти конструкции, и отложила принятие верхнеклапанных конструкций.
Протекционистский эффект заключался в том, что удорожался импорт автомобилей из стран, где не было таких стимулов для минимизации диаметра цилиндра (главным образом, США).